# Agrippa Ionescu

Agrippa Ionescu (n. 28 noiembrie 1925, București, România – d. 2001) a fost un medic român, fondatorul școlii românești de chirurgie plastică și reparatorie. Absolvent al Facultății de Medicină din București și Timișoara (1952), participă între anii 1952-1958 la tratarea răniților din războiul din Coreea, și se formează la școala rusă de chirurgie plastică din Leningrad sub îndrumarea prof. Girgalov Simion Simionovici, Limberg Alexandru Alexandrovici și Rozov Veniamin Ivanovici,
Demarează specialitatea de chirurgie plastică reparatorie și arsuri în 1958, cu o bază clinică inițială de 50 de paturi (la București, în vechiul Spital de Urgență din str. Arh. Ion Mincu nr.7), care în 1959 devine independentă și unică în țară. Spitalul Clinic de Traumatologie și Chirurgie Plastică și Recuperatorie, pe care îl conduce timp de 40 de ani, avea 151 de paturi, cu 4-5 linii de gardă, cumula cazuistică din întreaga țară, cu vârste de la trei ani în sus, 10-11.000 prezentări la camera de gardă/an, 3.000-3.500 internări cronici și urgențe/an, între 20-45 urgențe/zi, 3-12 internări de urgență/zi, date statistice valabile până în 1989. Realizează primul transplant de piele într-un cadru spitalicesc organizat. 
A format peste 300 specialiști în domeniul medical, printre care: prof. dr. Ioan Lascăr, prof. dr. Dan Enescu, prof. dr. Tiberiu Bratu.
Din anul 1994 Serviciul Român de Informații preia în administrare spitalul înființat de dr. Agrippa Ionescu și îi transformă structura organizatorică din 1996 prin înființarea de noi secții și compartimente medicale și chirurgicale. Postum, în anul 2010 acest spital primește denumirea de Spitalul „Prof. dr. Agrippa Ionescu”.
http://www.sanseegale.ro/articole/agrippa.aspx%5Bnefuncțională%5D
https://spitalulagrippaionescu.ro/despre-noi/

## Distincții
- Ordinul „Meritul Sanitar” clasa I (29 aprilie 1983) „pentru contribuția adusă la înfăptuirea politicii partidului și statului de făurire a societății socialiste multilateral dezvoltate în patria noastră și rezultatele deosebite obținute în întrecerea socialistă pentru îndeplinirea și depășirea planului național unic de dezvoltare economico-socială pe anul 1982”[1]